# Radian
Radian er en enhed for en SI-afledt vinkel. Det angiver forholdet mellem en given buelængde (eng. arc length) og den dertil hørende cirkels radius.
Ved at opgive en vinkel i radianer kan man let beregne en buelængde b for en vinkel rundt i cirklen med en radius r:
{\displaystyle {\text{buelaengde}}={\text{vinkel i radianer}}\cdot {\text{radius}}}
Specielt tilfælde: Hvis radius er én, er en vinkel opgivet i radianer, netop vinklens buelængde rundt i cirklen.
Der går 2π (omkring 6,283185) radianer på en hel cirkel. Én radian er lig med 180/π grader eller ca. 57,29578°. Buen på cirkelperiferien der udspændes af en radian er lig radius af cirklen (se figur).
En vinkel opgivet i enheden radianer, er hvor man har skaleret vinklen i grader efter, at vinklen hele vejen rundt i en cirkel er 2π, i stedet for 360°.
Konvertering af grader til radianer kan gøres ved at anvende følgende formel:
{\displaystyle {\text{radianer}}={\frac {2\cdot \pi }{360}}\cdot {\text{grader}}}
{\displaystyle {\text{radianer}}={\frac {2\cdot \pi }{400}}\cdot {\text{nygrader}}}
Radian var tidligere en SI supplementerende enhed, men denne kategori blev fjernet fra SI-systemet i 1995.
Om mål for rumvinkel, se steradian (sr).

## Bog
- Hebsgaard, Thomas m.fl. (1989): Matematik Grundbog 2. Forlaget Trip, Vejle. ISBN 87-88049-13-2